# 唐叔虞
唐叔虞（？—？），姬姓，名虞，字子於，又称晉唐叔虞，叔夨，是周武王第三子、周成王同母之弟，母親為邑姜，齊國始祖太公望之女。周成王少年时對他的弟弟叔虞有过封国的承诺，日后太史和周公都要求成王履行承诺，遂封唐叔于唐国，为“桐叶封弟”的典故。
周成王之时，唐国作亂，周公滅唐。成王封叔虞於唐（今山西太原），其子燮繼位後，改国號为「晉國」。

## 青铜器铭文记载
山西省曲沃北赵晋侯墓地的第六次发掘工作，出土了一件方鼎，因其铭文内容，被称为叔夨方鼎或者叔虞鼎。铭文有「周王」赏赐「叔夨」的内容。李伯谦认为，此「叔夨」就是「唐叔虞」，此处的「王」就是「周成王」。
《考古》杂志2007年3月发表了朱凤瀚的文章《尧公簋与唐伯侯于晋》，介绍了香港地区出现的私人收藏的西周青铜器堯公簋（或作「覐公簋」），其铭文有“唐伯侯于晋唯王廿又八祀”的内容。据陈久金说，夏商周断代工程专家组就此专门召开会议，认定此“廿又八祀”也就是以28年来纪年的王为周成王，以此器作为周康王在位超过28年的证据。

## 子女
- 燮，繼位後改其國號曰晉。
- 賈伯公明，小兒子公明封於賈（今山西省襄汾縣西南），後來遷至賈地（今陝西省蒲城縣西南）